# Georges Ruggiu
Georges Henri Yvon Joseph Ruggiu, även känd som Omar Ruggiu, född 12 oktober 1957 i Verviers, Belgien, är en italiensk före detta radiopratare och journalist som anses ha bidragit till genomförandet av folkmordet i Rwanda 1994 genom sina hetskampanjer mot landets tutsier via radiostationen Radio Télévision Libre des Milles Collines, mer känt under förkortningen RTLM. Via radiostationen uppmuntrade han landets hutuer att "gå ut och utrota kackerlackorna" som han kallade tutsierna och spred konstant hatpropaganda mot FN och andra som försökte förhindra folkmordet. Ruggiu talade i radio flera gånger dagligen. Han uppmuntrade också till plundring, våldtäkter med mera.
RTLM sände ifrån en militärförläggning i huvudstaden Kigali, och från militären fick han också ständigt färska uppgifter om hur folkmordet fortskred, vilket han också rapporterade ut i radio. Det var Ruggiu som förmedlade de ökända kodorden "hugg ner de höga träden", vilket var signalen för att folkmordet hade börjat.
När Kigali intogs av den tutsidominerade gerillan RPF den 19 juli 1994 flydde Ruggiu till Zaire och sedan vidare till Tanzania och slog sig slutligen ner i staden Mombasa i Kenya där han konverterade till islam och bytte förnamn till Omar. Han greps slutligen i juli 1997 och ställdes inför rätta i den av FN upprättade Internationella Rwandatribunalen i Tanzania och anklagades bland annat för "uppvigling till folkmord" och brott mot mänskligheten. Han erkände sina brott med att i rätten säga: "Jag medger att det verkligen var ett folkmord som jag dessvärre deltog i" 
Han dömdes den 15 maj 2000 till sammanlagt 12 års fängelse. Straffet blev förhållandevis milt då han erkänt och ångrat sina brott och samarbetade med rätten då han gick med på att vittna mot ett antal andra anklagade militära befäl och soldater. Dessutom kunde rätten inte bevisa att Ruggiu själv dödat någon under folkmordet, något som han också förnekade. 
Fram till 2008 avtjänade han sitt straff i Tanzania men flyttades samma år till Italien för att avtjäna resterande delen av straffet, då Ruggiu är italiensk medborgare. Den 21 april 2009 beviljades han strafflindring av den italienska staten och släpptes efter knappt åtta års fängelse, något som upprörde många. Han lever idag ett tillbakadraget liv i Italien.
Ruggiu kommer själv inte från Rwanda och är därför den ende icke-rwandier som dömts för folkmordet.